# Trabajador extranjero

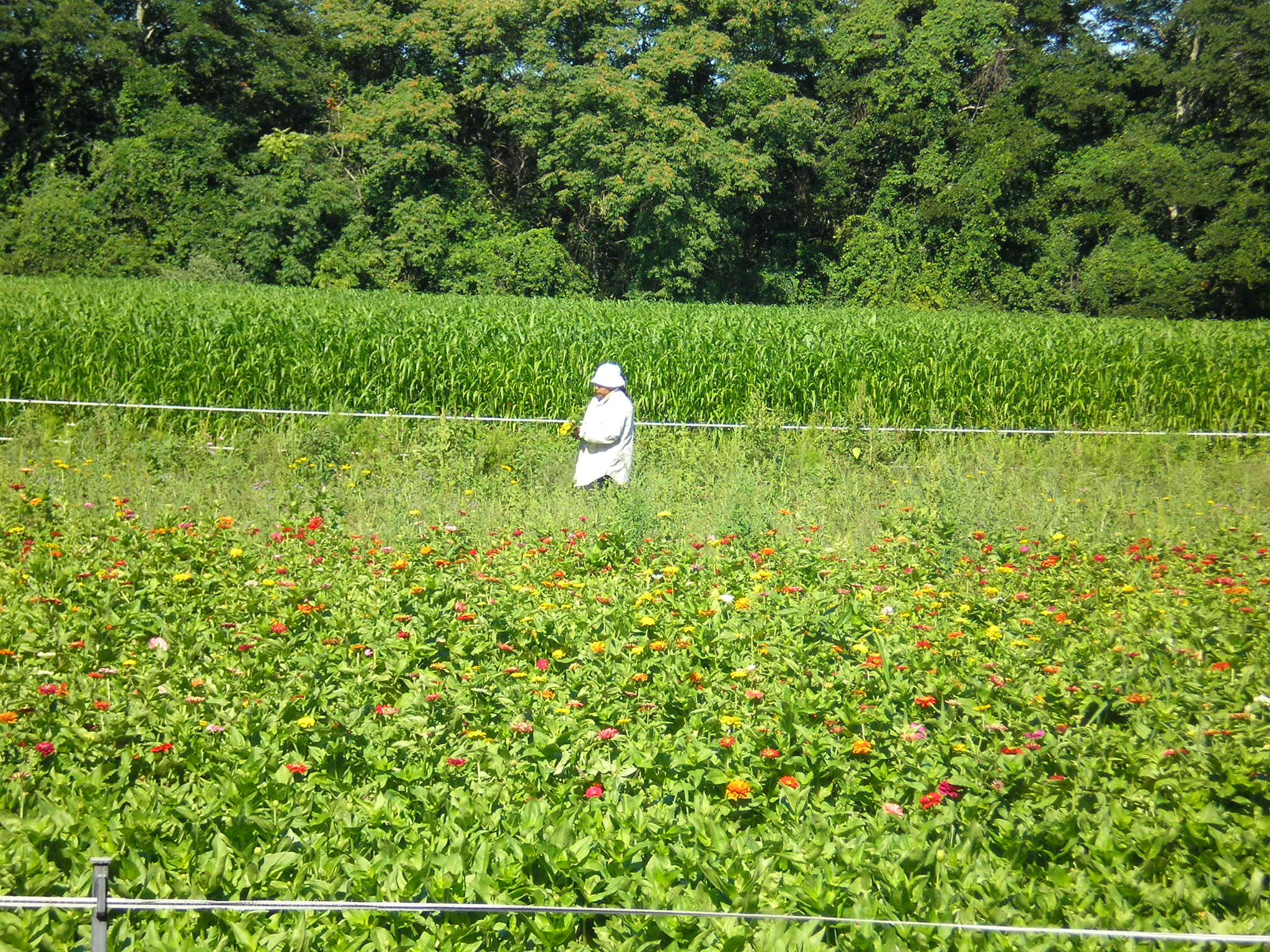
Agricultor extranjero, Nueva York

Un trabajador extranjero es una persona que trabaja en un país que no sea el que él o ella es un ciudadano. Los trabajadores migrantes pueden seguir el trabajo en su propio país o entre países, dependiendo de la definición que se utilice. Algunos trabajadores extranjeros están presentes temporal y legalmente a través de un programa de trabajadores invitados en un con país con mejores perspectivas laborales que en su país natal. Otros son inmigrantes ilegales. Los trabajadores extranjeros residen temporalmente en el país en el que trabajan, y a menudo envían la mayoría o todo su salario ganado de vuelta a su país de origen.

## Trabajadores extranjeros por país

### Canadá
En Canadá, los extranjeros es un poco rechazados y algunas veces son aceptados en Canadá de manera temporal por un número de razones, incluyendo visas estudiantiles, solicitudes de asilo o bajo permisos especiales. Sin embargo, la categoría más grande se llama el Programa de Trabajadores Extranjeros Temporales (TFWP por sus siglas en inglés), en el que los trabajadores son traídos a Canadá por sus empleadores para trabajos específicos. En 2006 había un total de 265.000 trabajadores extranjeros en Canadá. Entre aquellos de edad laboral hubo un aumento del 118% a partir de 1996. Para el año 2008, el aporte de los inmigrantes no permanentes (399.523, la mayoría de los cuales eran trabajadores extranjeros temporales), se apoderó de la ingesta de los inmigrantes permanentes (247.243)

### Estados Unidos

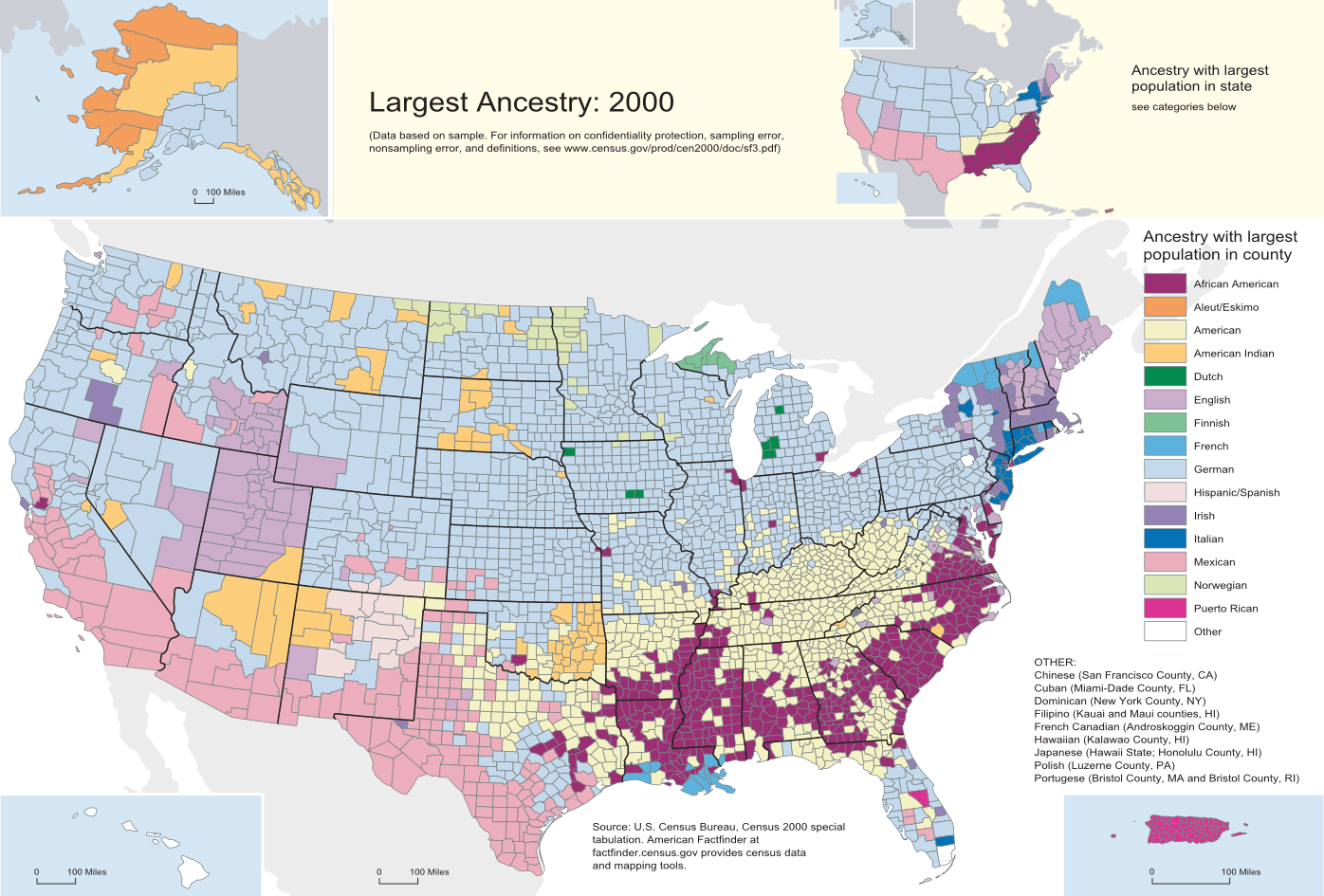
Censo poblacional de 2000 de Estados Unidos mostrando la ascendencia de la población.

Los trabajadores con green card son personas que han solicitado y recibido la residencia permanente legal en los Estados Unidos y que tiene la intención de trabajar en los Estados Unidos de manera permanente a través de un programa de trabajadores invitados.

### Otros países
A veces, un país anfitrión establece un programa con el fin de invitar a trabajadores extranjeros, al igual que la República Federal de Alemania desde 1955 hasta 1973, donde más de un millón de trabajadores extranjeros (Alemán: Gastarbeiter) llegaron, la mayoría de Italia, España y Turquía.
Estimaciones actuales sobre el número total de trabajadores extranjeros internacionales se sitúan en alrededor de 25 millones[cita requerida], con un número comparable de personas dependientes que los acompañan. Se estima que 14 millones de trabajadores extranjeros que viven en Estados Unidos, lo que atrae a la mayoría de los inmigrantes de México, incluyendo a 4 o 5 millones de trabajadores indocumentados. Se estima que alrededor de 5 millones de trabajadores extranjeros viven en el noroeste de Europa, medio millón en Japón y alrededor de 5 millones en Arabia Saudita.

## Controversia

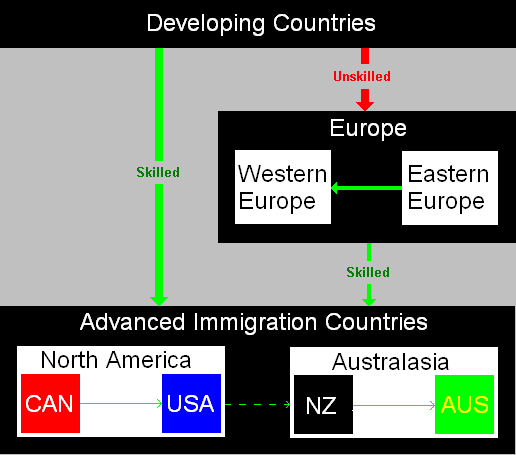
Diagrama de flujo de los patrones de migración neta

Ha habido desacuerdos sobre la inmigración en el sentido más amplio (el sistema actual facilitado por las green cards). La mayor parte de la polémica en los Estados Unidos desde 1990 ha sido referente a los "trabajadores invitados", tanto legales como ilegales.
En los últimos años en los Estados Unidos, ha habido mucha controversia sobre si las visas H-1B (un caso particular de un trabajador invitado), cuya intención es llevar a los trabajadores altamente calificados para llenar los vacíos de la mano de obra nacional, en cambio se están utilizando para atraer expertos, pero de otra manera nada excepcionales, inmigrantes económicos como mano de obra barata para realizar trabajos que puedan ser cubiertos fácilmente a nivel nacional. Hay mucha controversia sobre la legislación pendiente que permitiría a los trabajadores no calificados para entrar en el país por esta misma razón. Por otro lado, hay algunos trabajadores calificados que se les paga escasamente en comparación con sus contrapartes estadounidenses que normalmente absorben el trabajo realizado por estos trabajadores extranjeros. Una vez que han absorbido el trabajo, por lo general son despedidos o aisladas. Muchos de estos trabajadores cualificados son abusados por las restricciones impuestas por el proceso de inmigración.
Los estudiantes extranjeros que van a los Estados Unidos también pueden ser trabajadores invitados. Es posible que se enfrenten a grandes diferencias salariales hasta obtener su tarjeta de residencia, ya que su visa es sólo de empresas específicas. Además, están excluidos de muchos puestos de trabajo de alto nivel, donde la ciudadanía es un requisito previo.
Nuevamente, específicamente para las visas H-1B, países como India, Pakistán y las Filipinas han sufrido durante mucho tiempo una fuga de cerebros de los trabajadores altamente cualificados de los países económicamente más estables y competitivos como los Estados Unidos, Gran Bretaña, Canadá, Francia, España, Portugal, Japón, Corea del Sur, Taiwán, Alemania y Australia. Mientras que el número absoluto de dichos inmigrantes no son grandes, las implicaciones económicas de estos trabajadores altamente cualificados son significativas.
A veces, los ciudadanos de los países con zonas muy urbanizadas han emigrado a países más agrarios con el fin de encontrar trabajos como agricultores o un trabajo parecido.
En ciertos países menos tolerantes los trabajadores extranjeros pueden ser objeto de abuso y tratados como ciudadanos de segunda clase por los gobiernos y/o la falta de sindicatos para hacer valer los derechos de los trabajadores, aunque un argumento en contra de esto podría ser que los extranjeros no merecen ser tratados como ciudadanos con plenos derecho siempre y cuando se reconozcan los derechos humanos básicos y las libertades civiles. Por ejemplo, en muchos países asiáticos, es común que los empleadores retengan los pasaportes de sus empleados, impidiendo al trabajador extranjero a regresar a casa. [cita requerida] Junto con la retención de los salarios, tiene la intención de poner a los trabajadores extranjeros en situación muy difícil (particularmente porque las leyes de estos países típicamente no son solidarias en práctica con los extranjeros). En el Reino Unido, organizaciones como Kalayaan protegen los derechos de los trabajadores domésticos migrantes del Reino Unido.